# Ottília Wass
Ottília Wass (n. 14 ianuarie 1829, Cluj, Imperiul Austriac – d. 5 martie 1917, Cluj, Austro-Ungaria) a fost fiica contesei Francika Gyulai și a contelui György Wass (nobili maghiari). O prezență erudită a secolui al XIX-lea, Ottília Wass a fost o adeptă a artei. Era cunoscătoare a limbilor franceză, germană, italiană și engleză. A efectuat mai multe vizite în străinătate, de pe urma cărora a revenit adesea cu obiecte valoroase de artă, care făceau din salonul Palatului Wass un adevărat muzeu.